# Куштендил
Куштендил (алб. Kushtendil) је насељено место у општини Призрен, на Косову и Метохији. Према попису становништва из 2011. насеље више нема становника.

## Становништво
Према званичним пописима, Куштендил је имао следећи број становника:
| Демографија | Демографија | Демографија |
| Година      | Становника  | Становника  |
| ----------- | ----------- | ----------- |
| 1948.       | 127         |             |
| 1953.       | 173         |             |
| 1961.       | 207         |             |
| 1971.       | 243         |             |
| 1981.       | 227         |             |
| 1991.       | 188         |             |
| 2011.       | 0           |             |